# おんな牢秘図
『おんな牢秘図』（おんなろうひず）は、1970年（昭和45年）10月14日に公開された日本映画である。

## 概略
おんな牢シリーズ。断崖絶壁に囲まれた孤島で繰り広げられる13人の女囚たちと役人たちの対決を、描いたエロティシズム時代劇。
監督は国原俊明（國原俊明）。主演は田村正和。製作会社は大映京都撮影所。配給はダイニチ映配。

## あらすじ
女囚たちが送られてくる孤島の牢獄に、出世街道から外れた侍の諌早三郎太が着任する。女囚たちは極悪な環境下での重労働を強いられていた。ある日この島でペストが発生、混乱のさなかこの島の役人たちは任務を放棄し、女囚たちを置き去りにして島からの脱出を企てるが、やがてこの計画は女囚たちの知るところとなる。

## スタッフ
- 監督：国原俊明
- 脚本：浅井昭三郎
- 企画：蔭山俊夫
- 撮影：武田千吉郎
- 音楽：鏑木創
- 美術：太田誠一
- 編集：山田弘
- 録音：海原幸夫
- スチル：都筑輝孝
- 助監督：島田開
- 照明：山下礼二郎

## キャスト
- 諌早三郎太：田村正和
- お清：北島マヤ
- お蘭：笠原玲子
- お仙：桜井浩子
- 浮舟：花柳幻舟
- お政：荒砂ゆき
- お民：小林直美
- お由：宇田あつみ
- お玉：新条多久美
- お咲：丘夏子
- 瀬越軍十郎：加藤和夫
- 己之吉：木村元
- 甚五郎：近藤宏
- お関：小柳圭子
- お辰：中村信子

## 同時上映
- ネオン警察 ジャックの刺青